# Bussière-Poitevine
Bussière-Poitevine este o comună în departamentul Haute-Vienne din centrul Franței. În 2009 avea o populație de 937 de locuitori.

## Evoluția populației
| An        | 1975  | 1982  | 1990  | 1999 | 2006 | 2009 |
| --------- | ----- | ----- | ----- | ---- | ---- | ---- |
| Populație | 1.160 | 1.120 | 1.019 | 960  | 957  | 937  |